# Viktor Láznička

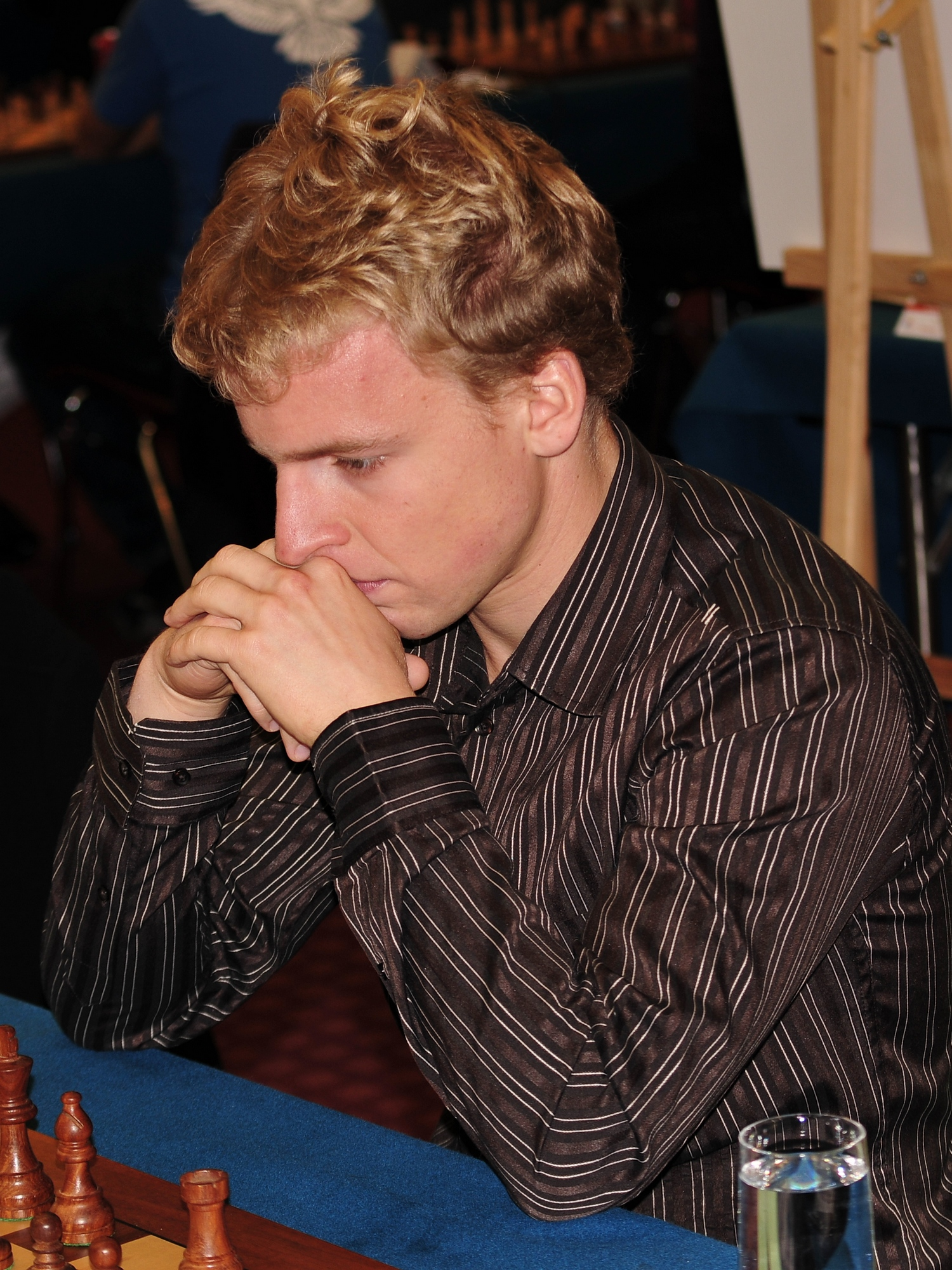
Viktor Láznička in 2013

Viktor Láznička (Pardubice, 9 januari 1988) is een Tsjechische schaker. Hij is sinds 2006 een grootmeester (GM). 

## Beginjaren
Op zesjarige leeftijd leerde hij schaken. In 1997 won hij het nationale kampioenschap voor spelers tot 10 jaar, ook in 1998 en 1999 won hij dit toernooi, nu in de categorie 'spelers tot 12 jaar'. In 2001 werd hij tweede in het kampioenschap voor spelers tot 18 jaar. In 2002 werd hij FIDE Meester (FM). 
In 2005 werd hij in Herceg Novi derde op het Europees schaakkampioenschap voor jeugd, in de categorie tot 18 jaar.
Na zijn schoolperiode ging hij Business Administration studeren aan de Karelsuniversiteit in Praag. 

## Schaakcarrière
In 2002 was Viktor Láznička gedeeld eerste op het toernooi in Olomouc, in 2003 won hij het toernooi in Mariënbad.  In 2006 werd hij in Brno kampioen van Tsjechië, en behaalde hij de grootmeestertitel. In datzelfde jaar nam hij voor het eerst deel aan Schaakolympiade, hij behaalde in Turijn met een score van 75%  (7.5 pt. uit 10) het beste individuele resultaat van zijn team. In totaal nam hij tussen 2006 en 2014 vijf keer met het Tsjechische team deel aan de Schaakolympiade.
In 2007 werd hij in zijn woonplaats gedeeld winnaar, met Vlastimil Babula, van het Tsjechië Open toernooi. Hij kwalificeerde zich voor de Wereldbeker schaken 2007, maar werd daarin in de eerste ronde uitgeschakeld door de Poolse schaker Bartłomiej Macieja. 
In 2008 werd hij in Calcutta gedeeld eerste met Krishnan Sasikiran, en won na tiebreak. In datzelfde jaar werd hij gedeeld tweede op het Europees kampioenschap schaken in Liverpool, onder Jan Werle (en gelijk met Michael Adams en Nigel Short). 
In december 2009 werd hij gedeeld 1e-4e met Georg Meier, Julio Granda Zuniga en Kiril Georgiev op het 19e "Magistral Pamplona" toernooi.
In juni 2010 won hij het "City of Good Wine" rapidtoernooi in Hustopeče. In juli 2010 werd hij ongedeeld eerste op het World Open toernooi met 7½ pt. uit 9. In augustus 2010 won Láznička het invitatietoernooi "György Marx Memorial" met 8 pt. uit 10. 
In januari 2012 werd hij tweede op het Donostia Chess Festival knockout toernooi in San Sebastián, Baskenland, Spanje, na de finale te hebben verloren van Andrej Volokitin. In dit toernooi speelde iedere speler simultaan aan twee borden tegen zijn opponent, aan het ene bord met wit, aan het andere met zwart. Deze speelwijze, die in dit toernooi voor het eerst gebruikt werd, kreeg later de naam "Basque chess".
Per juli 2018 was hij de Tsjechische speler met de op een na hoogste ranking, onder David Navara. 
In 2019 werd hij met 13 pt. uit 15 tweede in het Tsjechische kampioenschap blitzschaak.
Láznička werd gedurende zijn schaakcarrière door diverse schakers getraind, onder andere door de grootmeester Sergej Movsesian.

## Externe koppelingen
- (en)   Informatie over schaakpartijen van Viktor Láznička op ChessGames.com
- (en)   Informatie over schaakpartijen van Viktor Láznička op 365chess.com
- (en)  FIDE-ratinggegevens voor Viktor Láznička